# Stuttgart Masters 2000 - Qualificazioni singolare
Le qualificazioni del singolare  dello  Stuttgart Masters 2000 sono state un torneo di tennis preliminare per accedere alla fase finale della manifestazione. I vincitori dell'ultimo turno sono entrati di diritto nel tabellone principale. In caso di ritiro di uno o più giocatori aventi diritto a questi sono subentrati i lucky loser, ossia i giocatori che hanno perso nell'ultimo turno ma che avevano una classifica più alta rispetto agli altri partecipanti che avevano comunque perso nel turno finale.
Le qualificazioni del torneo Stuttgart Masters 2000 prevedevano 24 partecipanti di cui 6 sono entrati nel tabellone principale.

## Teste di serie
1. Sjeng Schalken (ultimo turno)
2. Maks Mirny (primo turno)
3. Álex Calatrava (ultimo turno)
4. Arnaud Di Pasquale (ultimo turno)
5. Thomas Johansson (Qualificato)
6. Jiří Vaněk (ultimo turno)

1. Christian Vinck (primo turno)
2. Sargis Sargsian (primo turno)
3. Julien Boutter (Qualificato)
4. Alberto Martín (Qualificato)
5. Ivan Ljubičić (ultimo turno)
6. Daniel Elsner (primo turno)

## Qualificati
1. Björn Phau
2. Jens Knippschild
3. Alberto Martín

1. Julien Boutter
2. Thomas Johansson
3. Christian Vinck

## Tabellone

### Legenda
| - Q = Qualificato - WC = Wild card - LL = Lucky loser | - ALT = Alternate - SE = Special Exempt - PR = Protected Ranking | - w/o = Walkover - r = Ritirato - d = Squalificato |

### Sezione 1
|  | Primo turno | Primo turno     | Primo turno   | Primo turno | Primo turno |  |  | Ultimo turno | Ultimo turno   | Ultimo turno   | Ultimo turno | Ultimo turno |  |
|  |             |                 |               |             |             |  |  |              |                |                |              |              |  |
|  | 1           | Sjeng Schalken  | 7             | 2           | 6           |  |  |              |                |                |              |              |  |
|  |             | Andrea Gaudenzi | 65            | 6           | 0           |  |  | 1            | Sjeng Schalken | Sjeng Schalken | 3            | 2            |  |
|  |             | Björn Phau      | Björn Phau    | 6           | 6           |  |  |              | Björn Phau     | Björn Phau     | 6            | 6            |  |
|  | 12          | Daniel Elsner   | Daniel Elsner | 2           | 4           |  |  |              |                |                |              |              |  |

### Sezione 2
|  | Primo turno | Primo turno      | Primo turno      | Primo turno | Primo turno |  |  | Ultimo turno | Ultimo turno     | Ultimo turno     | Ultimo turno | Ultimo turno |  |
|  |             |                  |                  |             |             |  |  |              |                  |                  |              |              |  |
|  |             | Jens Knippschild | 3                | 7           | 6           |  |  |              |                  |                  |              |              |  |
|  | 2           | Maks Mirny       | 6                | 65          | 4           |  |  |              | Jens Knippschild | Jens Knippschild | 7            | 6            |  |
|  | 11          | Ivan Ljubičić    | Ivan Ljubičić    | 6           | 7           |  |  | 11           | Ivan Ljubičić    | Ivan Ljubičić    | 611          | 1            |  |
|  |             | Sébastien Lareau | Sébastien Lareau | 3           | 64          |  |  |              |                  |                  |              |              |  |

### Sezione 3
|  | Primo turno | Primo turno        | Primo turno | Primo turno | Primo turno |  |  | Ultimo turno | Ultimo turno   | Ultimo turno   | Ultimo turno | Ultimo turno |  |
|  |             |                    |             |             |             |  |  |              |                |                |              |              |  |
|  | 3           | Álex Calatrava     | 7           | 3           | 6           |  |  |              |                |                |              |              |  |
|  |             | Jakub Herm-Zahlava | 68          | 6           | 3           |  |  | 3            | Álex Calatrava | Álex Calatrava | 4            | 2            |  |
|  | 10          | Alberto Martín     | 65          | 6           | 6           |  |  | 10           | Alberto Martín | Alberto Martín | 6            | 6            |  |
|  |             | Diego Nargiso      | 7           | 2           | 1           |  |  |              |                |                |              |              |  |

### Sezione 4
|  | Primo turno | Primo turno        | Primo turno    | Primo turno | Primo turno |  |  | Ultimo turno | Ultimo turno       | Ultimo turno       | Ultimo turno | Ultimo turno |  |
|  |             |                    |                |             |             |  |  |              |                    |                    |              |              |  |
|  | 4           | Arnaud Di Pasquale | 7              | 1           | 6           |  |  |              |                    |                    |              |              |  |
|  |             | Andy Fahlke        | 5              | 6           | 4           |  |  | 4            | Arnaud Di Pasquale | Arnaud Di Pasquale | 3            | 1            |  |
|  | 9           | Julien Boutter     | Julien Boutter | 6           | 6           |  |  | 9            | Julien Boutter     | Julien Boutter     | 6            | 6            |  |
|  |             | Ionuț Moldovan     | Ionuț Moldovan | 1           | 2           |  |  |              |                    |                    |              |              |  |

### Sezione 5
|  | Primo turno | Primo turno      | Primo turno      | Primo turno | Primo turno |  |  | Ultimo turno | Ultimo turno     | Ultimo turno     | Ultimo turno | Ultimo turno |  |
|  |             |                  |                  |             |             |  |  |              |                  |                  |              |              |  |
|  | 5           | Thomas Johansson | Thomas Johansson | 6           | 6           |  |  |              |                  |                  |              |              |  |
|  |             | Adrian Voinea    | Adrian Voinea    | 4           | 2           |  |  | 5            | Thomas Johansson | Thomas Johansson | 6            | 6            |  |
|  |             | Sargis Sargsian  | 6                | 4           | 6           |  |  |              | Sargis Sargsian  | Sargis Sargsian  | 3            | 4            |  |
|  | 8           | Bohdan Ulihrach  | 3                | 6           | 0           |  |  |              |                  |                  |              |              |  |

### Sezione 6
|  | Primo turno | Primo turno     | Primo turno   | Primo turno | Primo turno |  |  | Ultimo turno | Ultimo turno    | Ultimo turno    | Ultimo turno | Ultimo turno |  |
|  |             |                 |               |             |             |  |  |              |                 |                 |              |              |  |
|  | 6           | Jiří Vaněk      | Jiří Vaněk    | 7           | 6           |  |  |              |                 |                 |              |              |  |
|  |             | Ivo Heuberger   | Ivo Heuberger | 65          | 2           |  |  | 6            | Jiří Vaněk      | Jiří Vaněk      | 65           | 63           |  |
|  |             | Christian Vinck | 4             | 6           | 6           |  |  |              | Christian Vinck | Christian Vinck | 7            | 7            |  |
|  | 7           | Wayne Arthurs   | 6             | 3           | 3           |  |  |              |                 |                 |              |              |  |